# Bryce Deadmon
Bryce Deadmon (26 de março de 1997) é um atleta norte-americano especializado nos 400  m rasos, campeão olímpico e mundial no revezamento 4x400 m.
Nos Jogos Olímpicos de Verão de 2020, conquistou a medalha de ouro na prova de revezamento 4x400 metros masculino com o tempo de 2:55.70 minutos, ao lado de Michael Cherry, Michael Norman, Rai Benjamin, Vernon Norwood, Randolph Ross e Trevor Stewart. Além disso, quando estudante da Universidade A&M do Texas, Deadmon foi o vice-campeão SEC Outdoor de 2021 de 400 m.
Em Paris 2024 conquistou sua segunda medalha de ouro olímpica, também no 4x400 m, ao lado de Vernon Norwood, Christopher Bailey e Rai Benjamin e uma de prata no 4x400 m misto, com Vernon Norwood, Shamier Little e Kaylyn Brown, que quebrou o recorde mundial desta prova nas eliminatórias.